# Morti il 6 giugno
| Questa pagina contiene informazioni ricavate automaticamente dalle voci biografiche con l'ausilio del template Bio e di un bot. L'aggiornamento è periodico e automatico e ricostruisce completamente la pagina. Se manca una persona in questa lista, sei pregato di non aggiungerla, ma accertati piuttosto che la sua voce biografica contenga il template Bio e che i dati anagrafici siano correttamente compilati. Se il template Bio manca, inseriscilo tu stesso o, in alternativa, metti l'avviso {{tmp\|Bio}} che ne segnala la mancanza. Se i dati riportati sono sbagliati, correggi direttamente la voce biografica; le modifiche saranno visibili in questa lista entro pochi giorni. Per chiarimenti vedi il progetto biografie. La lista contiene solo le 504 persone che sono citate nell'enciclopedia e per le quali è stato implementato correttamente il template Bio. Pagina aggiornata al 17 ago 2025. |

## IX secolo(3)
- 810 - Rotrude, principessa franca (n. 775)
- 823 - Fun'ya no Watamaro, militare giapponese (n. 765)
- 840 - Agobardo di Lione, arcivescovo spagnolo (n. 769)

## X secolo(1)
- 913 - Alessandro, imperatore bizantino (n. 872)

## XI secolo(2)
- 1009 - Ibn Yunus, astronomo egiziano (n. 950)
- 1092 - Cirillo II di Alessandria, arcivescovo cristiano orientale egiziano

## XII secolo(5)
- 1132 - Taj al-Muluk Buri, condottiero turco
- 1134 - Norberto di Prémontré, arcivescovo cattolico e santo tedesco
- 1138 - Al-Rashid, califfo (n. 1109)
- 1146 - Falcone, abate italiano
- 1159 - Roberto di Newminster, abate e santo britannico

## XIII secolo(4)
- 1207 - Gerardo dei Tintori, santo italiano (n. 1134)
- 1217 - Enrico I di Castiglia, re (n. 1204)
- 1241 - Hawise di Chester, nobile britannica (n. 1180)
- 1251 - Guglielmo III di Dampierre, conte (n. 1224)

## XIV secolo(5)
- 1304 - Abu Sa'id Uthman I, sovrano
- 1333 - William Donn de Burgh, nobile irlandese (n. 1312)
- 1350 - Bertrando di San Genesio, patriarca cattolico francese
- 1374 - Rinaldo Orsini, cardinale italiano
- 1393 - Go-En'yū, imperatore giapponese (n. 1359)

## XV secolo(2)
- 1479 - Francesco d'Altobianco Alberti, banchiere e poeta italiano (n. 1401)
- 1480 - Vecchietta, pittore, scultore e orafo italiano (n. 1410)

## XVI secolo(10)
- 1508 - Ercole Strozzi, poeta italiano (n. 1473)
- 1530 - Bonifacio IV del Monferrato, marchese italiano (n. 1512)
- 1535 - Lorenzo da Villamagna, presbitero italiano (n. 1476)
- 1548 - João de Castro, esploratore portoghese (n. 1500)
- 1554 - Hieronymus Schurff, giurista svizzero (n. 1481)
- 1559 - Silvestro Aldobrandini, avvocato, giurista e politico italiano (n. 1499)
- 1560 - Virginio Ariosto, scrittore e religioso italiano (n. 1509)
- 1561 - Elisabetta della Rovere, nobildonna italiana (n. 1529)
- 1561 - Caterina di Meclemburgo-Schwerin, nobile tedesca (n. 1487)
- 1583 - Nakagawa Kiyohide, militare giapponese (n. 1542)

## XVII secolo(19)
- 1608 - Bernardo Buontalenti, architetto, scultore e pittore italiano (n. 1531)
- 1615 - Kimura Shigenari, militare giapponese (n. 1593)
- 1626 - Salomon de Caus, architetto e ingegnere francese (n. 1576)
- 1634 - Giorgio Gustavo del Palatinato-Veldenz, nobile tedesco (n. 1564)
- 1635 - Heinrich Schickhardt, architetto, gesuita e ingegnere tedesco (n. 1558)
- 1637 - Pieter Huyssens, architetto e gesuita fiammingo (n. 1577)
- 1639 - Peter Crüger, matematico e astronomo tedesco (n. 1580)
- 1643 - Pietro Francesco Montorio, vescovo cattolico e diplomatico italiano (n. 1556)
- 1649 - Vincenzo Carafa, gesuita italiano (n. 1585)
- 1659 - Nadira Banu Begum, principessa indiana (n. 1618)
- 1660 - Annet de Clermont-Gessant, militare francese (n. 1587)
- 1661 - Martino Martini, gesuita, storico e geografo italiano (n. 1614)
- 1665 - Giorgio Cristiano della Frisia orientale, principe (n. 1634)
- 1673 - James Hamilton, militare scozzese (n. 1620)
- 1673 - Eugenio Maurizio di Savoia-Soissons, nobile e militare francese (n. 1633)
- 1679 - Maria Polissena Landi, nobile italiana (n. 1608)
- 1684 - Juan Cardenas, teologo spagnolo (n. 1613)
- 1691 - John Flavel, religioso britannico (n. 1620)
- 1700 - Wespazjan Kochowski, storico, filosofo e poeta polacco (n. 1633)

## XVIII secolo(20)
- 1710 - Louise de La Vallière, francese (n. 1644)
- 1715 - Charles de Carteret, nobile (n. 1679)
- 1719 - Louis Ellies Dupin, storico francese (n. 1657)
- 1719 - Leonhard Christoph Sturm, architetto tedesco (n. 1669)
- 1721 - Giuseppe Esterházy, principe ungherese (n. 1688)
- 1725 - Giovanni Antonio Ricca, architetto italiano (n. 1651)
- 1731 - Giovanni Odazzi, pittore italiano (n. 1663)
- 1737 - Pierre Joseph Garidel, medico e botanico francese (n. 1658)
- 1738 - Louis-Simon le Poupet de la Boularderie, militare francese (n. 1674)
- 1743 - Antonio Mongitore, scrittore, presbitero e storico italiano (n. 1663)
- 1747 - Jean-Baptiste Barrière, compositore francese (n. 1707)
- 1756 - Michele Carlo Althann, vescovo cattolico tedesco (n. 1702)
- 1762 - George Anson, ammiraglio britannico (n. 1697)
- 1765 - Maria Carlotta Antonia di Schleswig-Holstein-Sonderburg-Wiesenburg, nobildonna tedesca (n. 1718)
- 1780 - Kasper Lubomirski, nobile, generale e politico polacco (n. 1724)
- 1781 - Joan Derk van der Capellen tot den Pol, politico olandese (n. 1741)
- 1786 - Hugh Percy, I duca di Northumberland, nobile e politico inglese (n. 1714)
- 1789 - Carlo Tommaso di Löwenstein-Wertheim-Rochefort, nobile tedesco (n. 1714)
- 1795 - Esther Young, contralto inglese (n. 1717)
- 1799 - Patrick Henry, politico e avvocato statunitense (n. 1736)

## XIX secolo(51)
- 1803 - Josiah Tattnall, politico e generale statunitense (n. 1764)
- 1813 - Alexandre-Théodore Brongniart, architetto francese (n. 1739)
- 1818 - Jan Henryk Dąbrowski, generale polacco (n. 1755)
- 1818 - Benjamin Hawkins, politico statunitense (n. 1754)
- 1823 - Nicolas Clary, politico francese (n. 1760)
- 1825 - Ferdinando Bubna, militare boemo (n. 1768)
- 1829 - Henry Dearborn, politico, medico e statistico statunitense (n. 1751)
- 1832 - Jeremy Bentham, filosofo, giurista e economista inglese (n. 1748)
- 1836 - Antonio di Sassonia, sovrano (n. 1755)
- 1837 - Diego Portales, imprenditore e politico cileno (n. 1793)
- 1840 - Marcellin Champagnat, presbitero francese (n. 1789)
- 1843 - Robert Henry MacFarlane, generale britannico (n. 1771)
- 1845 - Louis-Victor de Caux de Blacquetot, generale, politico e nobile francese (n. 1773)
- 1846 - Benedetto Giovanelli, politico e storico italiano (n. 1774)
- 1849 - Edmund P. Gaines, generale statunitense (n. 1777)
- 1852 - Placido Mandanici, compositore italiano (n. 1799)
- 1854 - Elisabetta Tëmkina, nobildonna russa (n. 1775)
- 1855 - Giovanni Agostino Perotti, compositore e direttore di coro italiano (n. 1769)
- 1856 - Tommaso Corsini, politico italiano (n. 1767)
- 1857 - Katharina Tomaselli, soprano e attrice teatrale austriaca (n. 1811)
- 1860 - Lajos Tüköry, patriota e militare ungherese (n. 1830)
- 1860 - Francesco Montanari, patriota e militare italiano (n. 1822)
- 1860 - Agata Sofia Sassernò, poetessa francese (n. 1810)
- 1861 - Camillo Benso, conte di Cavour, politico, patriota e imprenditore italiano (n. 1810)
- 1861 - Giuseppe Concone, compositore italiano (n. 1801)
- 1862 - Carlo Decandia, cartografo, generale e politico italiano (n. 1803)
- 1862 - Alexandre Du Mège, archeologo e storico francese (n. 1780)
- 1863 - Carlo Armellini, giurista e politico italiano (n. 1777)
- 1865 - William Clarke Quantrill, militare e criminale di guerra statunitense (n. 1837)
- 1867 - Matilde d'Asburgo-Teschen, principessa austriaca (n. 1849)
- 1873 - Giovanni Tommaso Ghilardi, vescovo cattolico italiano (n. 1800)
- 1873 - Adalberto di Prussia, nobile tedesco (n. 1811)
- 1878 - Achille Baraguey d'Hilliers, generale francese (n. 1795)
- 1878 - Carlo Bonatto Minella, pittore italiano (n. 1855)
- 1878 - Robert Stirling, inventore e pastore protestante scozzese (n. 1790)
- 1881 - Henri Vieuxtemps, violinista e compositore belga (n. 1820)
- 1883 - Eduard Daege, pittore prussiano (n. 1805)
- 1884 - Ernest Jaime, drammaturgo, litografo e storico dell'arte francese (n. 1804)
- 1886 - Ivan Dolinar, editore, giornalista e politico austro-ungarico (n. 1840)
- 1886 - Francesco Pedicini, arcivescovo cattolico italiano (n. 1813)
- 1888 - Carolina Bonafede, scrittrice e biografa italiana (n. 1811)
- 1888 - Antonino Gandolfo Brancaleone, compositore italiano (n. 1820)
- 1889 - Karl Albert Scherner, psicologo tedesco (n. 1825)
- 1890 - Philippe Burty, artista francese (n. 1830)
- 1890 - Giuseppe Tardio, avvocato italiano (n. 1834)
- 1890 - Frederick W. Tilton, imprenditore e filantropo statunitense (n. 1821)
- 1891 - John A. Macdonald, politico canadese (n. 1815)
- 1896 - Josef Dachs, pianista austriaco (n. 1825)
- 1897 - Oscar Dickson, esploratore, imprenditore e filantropo svedese (n. 1823)
- 1898 - Eli Lilly, militare, farmacista e imprenditore statunitense (n. 1838)
- 1899 - Charles Levert, politico francese (n. 1825)

## XX secolo(241)
- 1902 - Tommaso Lorenzone, pittore italiano (n. 1824)
- 1903 - Conrad von Preysing, nobile e politico tedesco (n. 1843)
- 1909 - Antelmo Severini, orientalista e traduttore italiano (n. 1828)
- 1910 - Leo Meyer, filologo tedesco (n. 1830)
- 1911 - Felice Tocco, filosofo e storico della filosofia italiano (n. 1845)
- 1912 - Giulio Ricordi, editore musicale italiano (n. 1840)
- 1913 - Ethelbert William Bullinger, teologo e biblista britannico (n. 1837)
- 1914 - Gabriel Ferrier, pittore francese (n. 1847)
- 1914 - Hugo Kronecker, fisiologo tedesco (n. 1839)
- 1914 - Adolf Lieben, chimico austriaco (n. 1836)
- 1915 - Jean-Charles Arnal du Curel, vescovo cattolico francese (n. 1858)
- 1915 - Camillo Rospigliosi, nobile, militare e politico italiano (n. 1850)
- 1916 - Alfonso Samoggia, militare italiano (n. 1893)
- 1916 - Yuan Shikai, politico e militare cinese (n. 1859)
- 1917 - Fredrik Aalto, scrittore e insegnante finlandese (n. 1854)
- 1918 - Juan Sala, pittore spagnolo (n. 1869)
- 1919 - Léon Paul Choffat, geologo e paleontologo svizzero (n. 1849)
- 1919 - Bruno von Schuckmann, avvocato e politico tedesco (n. 1857)
- 1920 - António Maria Baptista, politico portoghese (n. 1866)
- 1920 - Enrico Gotti, generale italiano (n. 1867)
- 1920 - Grigorij Nikolaevič Potanin, esploratore, orientalista e etnografo russo (n. 1835)
- 1922 - Cesare Fantacchiotti, scultore italiano (n. 1844)
- 1922 - Lillian Russell, soprano e attrice statunitense (n. 1860)
- 1924 - Walter Kypke, militare e aviatore tedesco (n. 1893)
- 1924 - Andrea Righetti, vescovo cattolico italiano (n. 1843)
- 1925 - Pierre Louÿs, poeta e scrittore francese (n. 1870)
- 1927 - Amedeo Fílipucci, artigiano e falsario italiano (n. 1856)
- 1927 - Walter Hunt Longton, militare e aviatore britannico (n. 1892)
- 1928 - Luigi Bianchi, matematico e politico italiano (n. 1856)
- 1928 - Paul Véronge de la Nux, compositore francese (n. 1853)
- 1929 - Richard Réti, scacchista cecoslovacco (n. 1889)
- 1930 - Emmanuel de Mac Mahon, generale francese (n. 1859)
- 1931 - Omer Verschoore, ciclista su strada belga (n. 1888)
- 1932 - Odoardo Jalla, editore e religioso italiano (n. 1856)
- 1933 - Viktor Mucha, dermatologo austriaco (n. 1877)
- 1934 - Edoardo Bencivenga, regista italiano (n. 1885)
- 1934 - Charles Francis Jenkins, inventore statunitense (n. 1867)
- 1935 - Jean Allemane, politico francese (n. 1843)
- 1935 - Julian Byng, I visconte Byng di Vimy, generale britannico (n. 1862)
- 1935 - George Grossmith Jr., attore, compositore e produttore teatrale inglese (n. 1874)
- 1936 - Raffaello Gestro, naturalista e entomologo italiano (n. 1845)
- 1936 - Aurel Guga, calciatore serbo (n. 1898)
- 1936 - Pacifico Tiziano Micheloni, vescovo cattolico italiano (n. 1881)
- 1936 - Umberto Vacca, politico italiano (n. 1878)
- 1937 - Adalbert Deșu, calciatore rumeno (n. 1909)
- 1937 - Agostino Zampini, vescovo cattolico italiano (n. 1858)
- 1938 - Rafael Guízar Valencia, vescovo cattolico e santo messicano (n. 1878)
- 1939 - Augusto Avancini, politico italiano (n. 1868)
- 1939 - George Fawcett, attore statunitense (n. 1860)
- 1939 - Febo Mari, attore, sceneggiatore e regista italiano (n. 1881)
- 1939 - Dmitrij Petrovič Svjatopolk-Mirskij, scrittore, saggista e critico letterario russo (n. 1890)
- 1940 - E. E. Clive, attore britannico (n. 1879)
- 1940 - Dennis Field, bobbista britannico
- 1940 - Giuseppe Malladra, militare e politico italiano (n. 1863)
- 1940 - Arthur Zimmermann, politico tedesco (n. 1864)
- 1941 - Louis Chevrolet, pilota automobilistico e imprenditore svizzero (n. 1878)
- 1941 - Antanas Lingis, calciatore lituano (n. 1905)
- 1942 - George Reisner, egittologo statunitense (n. 1867)
- 1942 - Harald Tammer, giornalista, sollevatore e pesista estone (n. 1899)
- 1943 - Guido Fubini, matematico italiano (n. 1879)
- 1943 - Raffaele Gorjux, giornalista italiano (n. 1885)
- 1943 - Mimì Maggio, attore e cantante italiano (n. 1879)
- 1943 - Emma Turolla, cantante lirica italiana (n. 1858)
- 1944 - András Baronyi, nuotatore, lunghista e dirigente sportivo ungherese (n. 1892)
- 1944 - Gyula Bádonyi, calciatore ungherese (n. 1882)
- 1944 - Paul Cornu, ingegnere francese (n. 1881)
- 1944 - Wilhelm Falley, generale tedesco (n. 1897)
- 1944 - José Gralha, calciatore portoghese (n. 1899)
- 1944 - Ker-Xavier Roussel, pittore francese (n. 1867)
- 1944 - Fausto Simonetti, partigiano italiano (n. 1921)
- 1944 - Robert Lee Wolverton, ufficiale statunitense (n. 1914)
- 1945 - Silvio Pellerani, calciatore italiano (n. 1887)
- 1945 - Francesco Verri, pistard italiano (n. 1885)
- 1946 - Hector Bayon, calciatore, dirigente sportivo e arbitro di calcio italiano (n. 1885)
- 1946 - Gerhart Hauptmann, poeta, drammaturgo e romanziere tedesco (n. 1862)
- 1947 - Giuseppe Cogoni, arcivescovo cattolico italiano (n. 1885)
- 1947 - Władysław Raczkiewicz, militare e politico polacco (n. 1885)
- 1947 - Carlo Respighi, presbitero italiano (n. 1873)
- 1948 - Henrik Lund, pastore protestante, pittore e paroliere groenlandese (n. 1875)
- 1949 - Philip Herbert Cowell, astronomo britannico (n. 1870)
- 1949 - Jo van der Mey, architetto e progettista olandese (n. 1878)
- 1950 - Charles S. Howard, imprenditore statunitense (n. 1877)
- 1950 - Alfred Edward Moffat, musicista, compositore e editore scozzese (n. 1863)
- 1950 - Giosuè Sanvito, calciatore italiano (n. 1919)
- 1950 - William Wadsworth, attore statunitense (n. 1874)
- 1952 - Friedrich Fichter, chimico svizzero (n. 1869)
- 1952 - Clemente Gatti, presbitero e religioso italiano (n. 1880)
- 1954 - Giovanni Alessandrini, militare italiano (n. 1886)
- 1955 - Ludovico Altieri, IX principe di Oriolo, principe italiano (n. 1878)
- 1955 - Eugène Bridoux, generale francese (n. 1888)
- 1955 - Joseph Jefferson Farjeon, scrittore britannico (n. 1883)
- 1955 - Fred Myton, sceneggiatore statunitense (n. 1885)
- 1955 - Fritz Odemar, attore tedesco (n. 1890)
- 1955 - Alberto Theodoli di Sambuci, ingegnere, dirigente d'azienda e politico italiano (n. 1873)
- 1956 - Hiram Bingham, esploratore, archeologo e politico statunitense (n. 1875)
- 1956 - Elia Grigis, violinista italiano (n. 1879)
- 1956 - Margaret Wycherly, attrice britannica (n. 1881)
- 1957 - Juan Luis Beigbeder, generale e politico spagnolo (n. 1888)
- 1957 - José Buruca, calciatore argentino (n. 1884)
- 1957 - Leo Pollini, scrittore, poeta e storico italiano (n. 1891)
- 1958 - Lloyd Hughes, attore statunitense (n. 1897)
- 1958 - Virginia Pearson, attrice statunitense (n. 1886)
- 1960 - Tommaso Fattori, rugbista a 15 e allenatore di rugby a 15 italiano (n. 1909)
- 1961 - Biagio Andò, politico italiano (n. 1915)
- 1961 - Johan Axel Eriksson, architetto e inventore svedese (n. 1888)
- 1961 - Carl Gustav Jung, psichiatra, psicoanalista e antropologo svizzero (n. 1875)
- 1962 - Abba Achimeir, giornalista sovietico (n. 1897)
- 1962 - Yves Klein, artista francese (n. 1928)
- 1962 - Tom Phillis, pilota motociclistico australiano (n. 1931)
- 1962 - Jack Rimmer, siepista e mezzofondista britannico (n. 1878)
- 1962 - Guinn Williams, attore statunitense (n. 1899)
- 1963 - William Baziotes, pittore statunitense (n. 1912)
- 1963 - Elsa Fiore, cantante italiana (n. 1923)
- 1964 - Guy Banister, investigatore statunitense (n. 1901)
- 1964 - Riccardo Gualino, imprenditore, mecenate e collezionista d'arte italiano (n. 1879)
- 1964 - Giuseppe Landi, sindacalista e politico italiano (n. 1895)
- 1964 - Virgilio Nasi, avvocato e politico italiano (n. 1880)
- 1964 - Lino Oldrini, politico italiano (n. 1907)
- 1964 - Albina Osipowich, nuotatrice statunitense (n. 1911)
- 1964 - Robert Warwick, attore statunitense (n. 1878)
- 1966 - Elizabeth Christ Trump, imprenditrice tedesca (n. 1880)
- 1967 - Ed Givens, astronauta statunitense (n. 1930)
- 1967 - Ergy Landau, fotografa francese (n. 1896)
- 1967 - Fernando Paternoster, allenatore di calcio e calciatore argentino (n. 1903)
- 1968 - Randolph Frederick Churchill, ufficiale, giornalista e politico britannico (n. 1911)
- 1968 - Robert Kennedy, politico statunitense (n. 1925)
- 1968 - Kâzım Özalp, politico e generale turco (n. 1882)
- 1969 - Valentina Kuindži, attrice sovietica (n. 1893)
- 1970 - Camille Bombois, pittore francese (n. 1883)
- 1970 - Elvio Calderoni, attore italiano (n. 1926)
- 1970 - Friedrich Köchling, generale tedesco (n. 1893)
- 1970 - Keller Rockey, generale statunitense (n. 1888)
- 1971 - Giacinto Gambirasio, imprenditore, politico e poeta italiano (n. 1896)
- 1971 - Bill Kotsores, cestista statunitense (n. 1924)
- 1971 - Flournoy Miller, comico, attore e commediografo statunitense (n. 1885)
- 1971 - Roberto Viau, cestista argentino (n. 1931)
- 1971 - Edward Andrade, fisico inglese (n. 1887)
- 1972 - Abraham Adrian Albert, matematico statunitense (n. 1905)
- 1972 - Chen Yi, politico e generale cinese (n. 1901)
- 1972 - Marcello Morelli, scrittore e presbitero italiano (n. 1886)
- 1973 - Åke Borg, nuotatore svedese (n. 1901)
- 1973 - Henri De Pauw, pallanuotista belga (n. 1911)
- 1973 - Mikko Hyvärinen, ginnasta finlandese (n. 1889)
- 1973 - Robert Latouche, medievista francese (n. 1881)
- 1973 - Edoardo Marzari, presbitero, antifascista e partigiano italiano (n. 1905)
- 1973 - Michele Miranda, mafioso italiano (n. 1896)
- 1974 - Melville Marks Robinson, giornalista e dirigente sportivo canadese (n. 1888)
- 1974 - Blanche Yurka, attrice statunitense (n. 1887)
- 1975 - Francesco Arena, politico italiano (n. 1926)
- 1975 - Larry Blyden, attore e produttore teatrale statunitense (n. 1925)
- 1975 - Minotti Bøhn, calciatore norvegese (n. 1888)
- 1975 - Hugo Dyson, anglista britannico (n. 1896)
- 1975 - Amato Festi, imprenditore e politico italiano (n. 1882)
- 1975 - Alvin Hansen, economista statunitense (n. 1887)
- 1975 - Franz Merke, chirurgo svizzero (n. 1893)
- 1976 - Severino Cavone, calciatore italiano (n. 1923)
- 1976 - Jean Paul Getty, imprenditore, collezionista d'arte e filantropo statunitense (n. 1892)
- 1976 - David Jacobs, velocista britannico (n. 1888)
- 1976 - Elisabeth Rethberg, soprano tedesco (n. 1894)
- 1976 - Victor Varconi, attore ungherese (n. 1891)
- 1977 - John Cecil Masterman, scrittore britannico (n. 1891)
- 1977 - Lally Stott, cantante, compositore e paroliere britannico (n. 1945)
- 1978 - Moisés Bensabat Amzalak, economista portoghese (n. 1892)
- 1978 - Alex Jardine, calciatore scozzese (n. 1926)
- 1978 - Carlo Vincenti, artista e poeta italiano (n. 1946)
- 1979 - André Beaudin, pittore e scultore francese (n. 1895)
- 1979 - Jack Haley, attore statunitense (n. 1898)
- 1980 - Gualtiero De Angelis, attore e doppiatore italiano (n. 1899)
- 1982 - Pietro Agostino D'Avack, avvocato e giurista italiano (n. 1905)
- 1982 - Thorleif Hartung, calciatore norvegese (n. 1907)
- 1982 - Kenneth Rexroth, poeta e traduttore statunitense (n. 1905)
- 1983 - Curly Armstrong, cestista e allenatore di pallacanestro statunitense (n. 1918)
- 1983 - Marcelle Auclair, giornalista e scrittrice francese (n. 1899)
- 1983 - Hans Leip, scrittore, poeta e drammaturgo tedesco (n. 1893)
- 1984 - Max Arnow, direttore del casting statunitense (n. 1902)
- 1984 - A. Bertram Chandler, scrittore di fantascienza australiano (n. 1912)
- 1984 - Albert Deborgies, pallanuotista francese (n. 1902)
- 1984 - Ernest Laszlo, direttore della fotografia ungherese (n. 1898)
- 1984 - Emmi Pikler, pediatra ungherese (n. 1902)
- 1984 - Jarnail Singh Bhindranwale, religioso indiano (n. 1947)
- 1985 - Willy Bocklant, ciclista su strada belga (n. 1941)
- 1985 - Nadia Campana, poetessa, traduttrice e saggista italiana (n. 1954)
- 1985 - Pio Chiaruttini, inventore e imprenditore italiano (n. 1901)
- 1985 - Vladimir Jankélévitch, filosofo e musicologo francese (n. 1903)
- 1985 - Leonard Lake, serial killer statunitense (n. 1945)
- 1986 - Joseph Fischer, calciatore lussemburghese (n. 1909)
- 1986 - Dattatreya Ramachandra Kaprekar, matematico indiano (n. 1905)
- 1986 - Amedeo Ruggiero, pittore italiano (n. 1912)
- 1986 - Johnnie Tolan, pilota automobilistico statunitense (n. 1917)
- 1987 - Umberto Bertini, paroliere e compositore italiano (n. 1900)
- 1987 - Mari Mori, scrittrice e traduttrice giapponese (n. 1903)
- 1987 - Richard Münch, attore tedesco (n. 1916)
- 1988 - Michelangelo Ciancaglini, politico italiano (n. 1926)
- 1988 - Gheorghe Eminescu, militare, storico e scrittore rumeno (n. 1890)
- 1988 - Jacques Ledoux, archivista belga (n. 1921)
- 1989 - Richard Kahn, economista britannico (n. 1905)
- 1989 - Laxman Singh, principe e politico indiano (n. 1908)
- 1989 - Ugo Ughi, schermidore italiano
- 1989 - Steffen Zacharias, attore tedesco (n. 1927)
- 1991 - Antoine Blondin, scrittore francese (n. 1922)
- 1991 - Gianni De Luca, fumettista, illustratore e pittore italiano (n. 1927)
- 1991 - Stan Getz, sassofonista statunitense (n. 1927)
- 1992 - Alessandro Costa, politico italiano (n. 1929)
- 1992 - Martin Goodman, editore statunitense (n. 1908)
- 1992 - Giulio Guidoni, politico italiano (n. 1894)
- 1992 - Werner Kreindl, attore austriaco (n. 1927)
- 1992 - Larry Riley, attore statunitense (n. 1953)
- 1992 - Manfred Stengl, slittinista, bobbista e motociclista austriaco (n. 1946)
- 1993 - James Bridges, regista, sceneggiatore e attore statunitense (n. 1936)
- 1993 - Mort Mills, attore statunitense (n. 1919)
- 1993 - Mario Salazzari, scultore, partigiano e poeta italiano (n. 1904)
- 1993 - Nello Vegezzi, poeta, regista e pittore italiano (n. 1929)
- 1994 - Faiza Rauf, principessa egiziana (n. 1923)
- 1994 - Mark McManus, attore e pugile scozzese (n. 1935)
- 1994 - Barry Sullivan, attore statunitense (n. 1912)
- 1994 - Franco Tricerri, matematico italiano (n. 1947)
- 1995 - Stella Angelini, pittrice e scultrice italiana (n. 1922)
- 1995 - Ludwig Gärtner, calciatore tedesco (n. 1919)
- 1995 - Coriolano Pontiggia, calciatore italiano (n. 1912)
- 1995 - Amanzio Todini, regista e sceneggiatore italiano (n. 1947)
- 1995 - Francisco Yegros, cestista paraguaiano (n. 1933)
- 1996 - Harry Andersson, calciatore svedese (n. 1913)
- 1996 - Marc de Jonge, attore francese (n. 1949)
- 1996 - Kusuo Kitamura, nuotatore giapponese (n. 1917)
- 1996 - Rajmund Kupareo, teologo, presbitero e poeta croato (n. 1914)
- 1996 - George Snell, biologo statunitense (n. 1903)
- 1996 - José María Valverde, poeta, linguista e traduttore spagnolo (n. 1926)
- 1997 - Eitel Cantoni, pilota automobilistico uruguaiano (n. 1906)
- 1997 - Magda Gabor, attrice ungherese (n. 1915)
- 1998 - Louise Bickerton, tennista australiana (n. 1902)
- 1998 - Sergio Lusso, calciatore italiano (n. 1930)
- 1998 - Paolo Marocchi, allenatore di calcio e calciatore italiano (n. 1936)
- 1998 - Moy Lin-shin, monaco taoista cinese (n. 1931)
- 1998 - Roberto Panisi, calciatore italiano (n. 1943)
- 1999 - Il'ja Musin, direttore d'orchestra russo (n. 1904)
- 2000 - Frédéric Dard, scrittore francese (n. 1921)
- 2000 - Ruggero De Daninos, attore italiano (n. 1931)
- 2000 - Arnie Johnson, cestista statunitense (n. 1920)
- 2000 - Håkan Lidman, ostacolista svedese (n. 1915)
- 2000 - Maria Laura Mainetti, religiosa e educatrice italiana (n. 1939)
- 2000 - William McMillan, tiratore a segno statunitense (n. 1929)

## XXI secolo(140)
- 2001 - Luigi Bloise, giornalista e politico italiano (n. 1926)
- 2001 - José Manuel Castañón, scrittore spagnolo (n. 1920)
- 2001 - Marie Brémont, supercentenaria francese (n. 1886)
- 2001 - Suzanne Schiffman, sceneggiatrice e regista francese (n. 1929)
- 2002 - Robbin Crosby, chitarrista statunitense (n. 1959)
- 2002 - Bernard Destremau, tennista, diplomatico e politico francese (n. 1917)
- 2003 - Adalbert Boroș, arcivescovo cattolico rumeno (n. 1908)
- 2003 - Ken Grimwood, scrittore statunitense (n. 1944)
- 2003 - Georges Pichard, fumettista francese (n. 1920)
- 2004 - Simon Cumbers, giornalista irlandese (n. 1968)
- 2004 - Paul Debes, scrittore tedesco (n. 1906)
- 2004 - Babsie Podestá, pallanuotista maltese (n. 1912)
- 2004 - Charles-Marie Ternes, storico e archeologo lussemburghese (n. 1939)
- 2004 - Jock West, pilota motociclistico britannico (n. 1909)
- 2005 - Anne Bancroft, attrice statunitense (n. 1931)
- 2005 - André Chavet, cestista francese (n. 1930)
- 2005 - John Christensen, cestista e pallamanista danese (n. 1922)
- 2005 - Dana Elcar, attore statunitense (n. 1927)
- 2005 - Pamela May, ballerina trinidadiana (n. 1917)
- 2005 - Leonardo Melandri, politico italiano (n. 1929)
- 2005 - Massimo Osti, designer e stilista italiano (n. 1944)
- 2005 - Siegfried Palm, violoncellista tedesco (n. 1927)
- 2005 - Mario Ventimiglia, calciatore italiano (n. 1921)
- 2005 - Fred E. Young, biblista e traduttore statunitense (n. 1919)
- 2006 - Leslie Alcock, archeologo britannico (n. 1925)
- 2006 - Giuseppe Bruno, operaio italiano (n. 1923)
- 2006 - Cesare Canetta, cestista italiano (n. 1914)
- 2006 - Werner Döring, fisico tedesco (n. 1911)
- 2006 - Tibor Fábián, calciatore ungherese (n. 1946)
- 2006 - Arnold Newman, fotografo statunitense (n. 1918)
- 2006 - Billy Preston, musicista, cantante e polistrumentista statunitense (n. 1946)
- 2006 - Hilton Ruiz, pianista e compositore statunitense (n. 1952)
- 2006 - Camille Sandorfy, chimico ungherese (n. 1920)
- 2006 - José María Sánchez, regista spagnolo (n. 1949)
- 2007 - Benito Alazraki, regista, sceneggiatore e produttore cinematografico messicano (n. 1921)
- 2007 - Warren Bradley, calciatore inglese (n. 1933)
- 2007 - Runqi, principe cinese (n. 1912)
- 2007 - Jim Halliday, sollevatore britannico (n. 1918)
- 2008 - Miroslav Danko, calciatore slovacco (n. 1924)
- 2008 - Saeko Himuro, scrittrice giapponese (n. 1957)
- 2008 - Marco Pittoni, carabiniere italiano (n. 1975)
- 2008 - Dwight White, giocatore di football americano statunitense (n. 1949)
- 2008 - Victor Wégria, calciatore belga (n. 1936)
- 2009 - Jean Dausset, fisiologo e immunologo francese (n. 1916)
- 2009 - Mary Howard, attrice statunitense (n. 1913)
- 2009 - Angelo Quattrocchi, attivista, scrittore e giornalista italiano (n. 1941)
- 2010 - György Bulányi, teologo e presbitero ungherese (n. 1919)
- 2010 - Rok Klopčič, violinista, musicologo e docente sloveno (n. 1933)
- 2010 - Biagio Virgili, politico italiano (n. 1929)
- 2010 - Wendol Williams, calciatore anglo-verginiano (n. 1970)
- 2010 - Paul Wunderlich, artista tedesco (n. 1927)
- 2011 - Claudio Cavazza, imprenditore italiano (n. 1934)
- 2011 - Chuan Chu, informatico cinese (n. 1919)
- 2011 - Bill Closs, cestista e allenatore di pallacanestro statunitense (n. 1922)
- 2011 - Enzo Del Re, cantautore italiano (n. 1944)
- 2011 - Werner Fischer, velista austriaco (n. 1940)
- 2011 - David B. Healy, astronomo statunitense (n. 1936)
- 2011 - Zeke Sinicola, cestista statunitense (n. 1929)
- 2011 - Masashi Ōuchi, sollevatore giapponese (n. 1943)
- 2012 - Vladimir Krutov, hockeista su ghiaccio sovietico (n. 1960)
- 2012 - Jean-René Le Moing, fumettista e illustratore francese (n. 1929)
- 2012 - Eloi Limbio, cestista e magistrato centrafricano
- 2012 - Manolo Preciado, allenatore di calcio e calciatore spagnolo (n. 1957)
- 2012 - Agostinho José Sartori, vescovo cattolico brasiliano (n. 1929)
- 2012 - Yves Thoraval, storico del cinema e critico cinematografico francese (n. 1947)
- 2012 - Principe Tomohito di Mikasa, principe giapponese (n. 1946)
- 2013 - Jerome Karle, chimico e cristallografo statunitense (n. 1918)
- 2013 - Gennadij Nikolaev, nuotatore sovietico (n. 1936)
- 2013 - Tom Sharpe, scrittore inglese (n. 1928)
- 2013 - Esther Williams, nuotatrice e attrice statunitense (n. 1921)
- 2014 - Karen DeCrow, avvocata e attivista statunitense (n. 1937)
- 2014 - Alain Desaever, ciclista su strada e pistard belga (n. 1952)
- 2014 - Carlos Montes, cestista spagnolo (n. 1965)
- 2014 - Lorna Wing, psichiatra britannica (n. 1928)
- 2014 - Sandro Zambetti, giornalista e critico cinematografico italiano (n. 1927)
- 2015 - Pierre Brice, attore francese (n. 1929)
- 2015 - Vincent Bugliosi, avvocato e scrittore statunitense (n. 1934)
- 2015 - Callisto Cosulich, critico cinematografico italiano (n. 1922)
- 2015 - Ricardo Pegnotti, calciatore argentino (n. 1934)
- 2015 - Sergej Šarikov, schermidore russo (n. 1974)
- 2015 - Ludvík Vaculík, scrittore e giornalista ceco (n. 1926)
- 2016 - Theresa Poh Lin Chan, scrittrice e docente singaporiana (n. 1943)
- 2016 - Arturo Colombo, storico e giornalista italiano (n. 1934)
- 2016 - Kimbo Slice, artista marziale misto e pugile bahamense (n. 1974)
- 2016 - Viktor Korčnoj, scacchista sovietico (n. 1931)
- 2016 - Erich Linemayr, arbitro di calcio austriaco (n. 1933)
- 2016 - Peter Shaffer, drammaturgo e sceneggiatore inglese (n. 1926)
- 2017 - Osvaldo Codaro, pallanuotista, allenatore di pallanuoto e arbitro di pallanuoto argentino (n. 1930)
- 2017 - Giancarlo Facchinetti, compositore, pianista e direttore d'orchestra italiano (n. 1936)
- 2017 - François Houtart, presbitero, teologo e sociologo belga (n. 1925)
- 2017 - Jozef Jankovič, scultore e pittore slovacco (n. 1937)
- 2017 - Adnan Khashoggi, imprenditore saudita (n. 1935)
- 2017 - Walter Noll, matematico tedesco (n. 1925)
- 2017 - David Peat, fisico britannico (n. 1938)
- 2017 - Sandra Reemer, cantante olandese (n. 1950)
- 2017 - Márta Rudas, giavellottista ungherese (n. 1937)
- 2017 - Paul Zukofsky, violinista e insegnante statunitense (n. 1943)
- 2018 - Luigi Campanella, lottatore e partigiano italiano (n. 1918)
- 2018 - Mateja Matevski, poeta, critico letterario e saggista macedone (n. 1929)
- 2018 - Kira Muratova, regista cinematografica e sceneggiatrice moldava (n. 1934)
- 2018 - Ralph Santolla, chitarrista statunitense (n. 1966)
- 2018 - Mary Wilson, baronessa Wilson di Rievaulx, poetessa inglese (n. 1916)
- 2018 - Inés Zorreguieta, politica argentina (n. 1984)
- 2019 - Dr. John, cantautore, pianista e chitarrista statunitense (n. 1941)
- 2019 - Rolf Maurer, ciclista su strada e pistard svizzero (n. 1938)
- 2019 - Bolesław Pylak, arcivescovo cattolico polacco (n. 1921)
- 2020 - José Barrias, artista portoghese (n. 1944)
- 2020 - Livio Cecchelin, pianista italiano (n. 1930)
- 2020 - Dietmar Seyferth, chimico tedesco (n. 1929)
- 2020 - Francesco Squillace, avvocato e politico italiano (n. 1925)
- 2020 - Andrea Veggio, vescovo cattolico italiano (n. 1923)
- 2021 - Edward Aquilina, calciatore e allenatore di calcio maltese (n. 1945)
- 2021 - Ei-ichi Negishi, chimico giapponese (n. 1935)
- 2021 - Valerij Jakovlevič Lonskoj, regista sovietico (n. 1941)
- 2021 - Mansour Ojjeh, imprenditore francese (n. 1952)
- 2021 - Manlio Pastore Stocchi, critico letterario e filologo italiano (n. 1935)
- 2021 - Ōtake Risuke, artista marziale e insegnante giapponese (n. 1926)
- 2022 - Zeta Aimilianidou, politica e avvocata cipriota (n. 1954)
- 2022 - Gianni Clerici, tennista, giornalista e scrittore italiano (n. 1930)
- 2022 - Orlando Jorge Mera, politico dominicano (n. 1966)
- 2022 - Valerij Rjumin, cosmonauta sovietico (n. 1939)
- 2022 - Ted Jan Roberts, attore statunitense (n. 1979)
- 2022 - Michele Scandiffio, arcivescovo cattolico italiano (n. 1928)
- 2022 - Jacques Villeglé, artista francese (n. 1926)
- 2022 - Juliette de La Genière, archeologa francese (n. 1927)
- 2023 - Pat Cooper, attore statunitense (n. 1929)
- 2023 - Maria Doris, cantante italiana (n. 1933)
- 2023 - Gints Freimanis, calciatore lettone (n. 1985)
- 2023 - Françoise Gilot, pittrice francese (n. 1921)
- 2023 - Lino Jordan, biatleta italiano (n. 1944)
- 2023 - Mike McFarlane, velocista britannico (n. 1960)
- 2023 - Tom McGinnis, golfista statunitense (n. 1947)
- 2024 - Luis Armendáriz, cestista argentino (n. 1939)
- 2024 - Joseph Hardy, regista teatrale statunitense (n. 1929)
- 2024 - Glan Letheren, calciatore gallese (n. 1956)
- 2024 - Fumihiko Maki, architetto giapponese (n. 1928)
- 2024 - Alan Ralph Millard, orientalista britannico (n. 1937)
- 2024 - Sergej Petrovič Novikov, matematico sovietico (n. 1938)
- 2024 - Aldo Piromalli, poeta e artista italiano (n. 1946)
- 2025 - Zenon Zaczyński, calciatore polacco (n. 1942)

## Senza anno specificato(1)
- Anna Maria Šemberová von Boskovic und Černá Hora, principessa austriaca